# Баранівський Василь Федорович
Баранівський Василь Федорович (нар. 28 березня 1945, с. Барвінки) — український філософ, політолог, громадський діяч, доктор філософських наук, професор, академік Української академії політичних наук, академік Національної академії наук вищої освіти України, Заслужений працівник освіти України, Відмінник освіти України, полковник у відставці, учасник бойових дій в Чехословаччині (1968 рік).

## Життєпис
Народився 28 березня 1945 року в с. Барвінки Чоповицького району Житомирської області. Батько — Баранівський Федір Васильович (1900—1946 рр) Мати — Баранівська (Філоненко) Ольга Федосівна (1910—1984 рр). Батько та мати все життя займались сільським господарством, виростили шестеро дітей. Діди та прадіди мали свої земельні та лісові угіддя на Житомирщині, працювали на землі, вирощували збіжжя, овочі, фрукти, займались тваринництвом, ткацтвом, вишиванням та бондарством. Як потомки Овруцької шляхти мали дворянське походження, що підтверджено архівними матеріалами. Василь Федорович одружений — дружина Баранівська (Мешківська) Олена Владиславівна, мають синів Олександра, Віталія і Сергія та доньку Інну.
Василь Федорович навчався у Барвінківській 8-річній та Чоповицькій середній школі, що на Житомирщині. З вересня 1962 року навчався в гірничо-промисловому училищі № 60 смт. Брянки Луганської області. В 1963 році закінчив 11-й клас середньої школи робітничої молоді № 15 в пос. Завадськ Луганської області. З вересня 1963 року навчався в Київському командно-технічному військовому училищі, яке було розформовано в 1965 році. В цьому ж році був переведений та в 1967 році з відзнакою закінчив вище загальновійськове командне училище (м. Омськ). Філософську освіту здобув на філософському факультеті Київського державного університету ім. Т. Г. Шевченка(1977), військову та педагогічну — у Вищому загальновійськовому командному училищі (м. Омськ, 1967), у Військово-політичній академії (м. Москва, 1984) — заочно. 34 роки служив у Збройних Силах СРСР та з 1992 року — України на посадах командного, політичного та науково-педагогічного складу. Загалом в системі Збройних Сил перебував — 51 рік). З 1992 року викладав гуманітарні дисципліни в Київському Інституті Військово-Повітряних Сил України, Військовому гуманітарному інституті, Національній академії внутрішніх справ України, ВНЗ «Національна академія управління», Національній академії оборони України (з 2010 року — Національний університет оборони України), Українському державному університеті економіки та фінансів, Українському державному університеті фінансів та міжнародної торгівлі. Працював на посадах головного (провідного) наукового співробітника  в НДЦ (гуманітарних проблем) при КВГІ, в ЦНДІ Збройних Сил України, в НДЦ (гуманітарних проблем) Збройних Сил України, в НДЦ (гуманітарних проблем) при НАОУ, в Інституті вищої освіти НАПН України. З 2015 до 1 серпня 2023 року — завідувач кафедри соціально-гуманітарних дисциплін та іноземних мов ВНЗ «Національна академія управління».
В 1986 році в спеціалізованій вченій раді при Московському університеті ім. М. В. Ломоносова захистив кандидатську дисертацію «Социально-политические основы повышения эффективности идеологической работы в современных условиях», в 1996 році в спеціалізованій вченій раді при Інституті філософії НАН України — докторську дисертацію «Соціальний механізм розвитку духовності особистості». У 2002 році обраний академіком Української академії політичних наук та Академії наук вищої школи (освіти) України. З 2010 року — член Президії, Академік — секретар Відділення філософії АНВО України. В 2016—2017 рр — віце-президент всеукраїнської громадської організації «Інститут незалежних експертів».
Найбільш важливі та актуальні досягнення в педагогічній та науковій діяльності:
За час своєї наукової та педагогічної діяльності підготував  465 наукових та навчально-методичних праць  з військових та гуманітарних питань, був науковим керівником та співавтором 19 науково-дослідних робіт з проблем гуманітарної політики в державі, Збройних Силах та системі освіти України.
- Брав участь у підготовці низки документів: концепцій, програм, наказів, рекомендацій з гуманітарних питань розвитку українського війська. Незалежно від змін влади був об'єктивним та послідовним в обґрунтуванні та наданні рекомендацій щодо розбудови Збройних Сил та системи освіти України. Зокрема, до його заслуг належить:
-        Сформулював теоретичні основи гуманітарної політики в Збройних Силах України  та філософсько-методологічні засади їх реформування (див. НДР, монографії, «Філософсько-методологічні проблеми військово-соціального управління» (2011, заг.ред., співавтор), стаття «Гуманітарна політика держави: її сутність, зміст та особливості в Збройних силах України» (стаття, 2008) та інші);
-        Послідовно виступав за повне укомплектування Збройних Силах України особовим складом на професійних засадах (НДР — Шифр: «Професіонал» (1999) та ін.);
-        Постійно наголошував на необхідності потужної системи виховного, морально-психологічного та інформаційно-пропагандистського забезпечення діяльності військ (сил), ініціював та обґрунтував систему ідеологічної роботи в Збройних Силах України. Акцентував увагу на необхідності посилення патріотичного та військово-патріотичного виховання військовослужбовців (НДР «Модель — 2010» (2000), «Патріот» (2003), «Лідер» (2012)) та ін.;
-        Як науковий керівник та головний виконавець НДР Шифр «Лідер» (2012) взяв участь в обґрунтуванні системи підготовки фахівців для органів ВСПР (по роботі з особовим складом) (див. Баранівський В. Ф. «Проблеми духовної безпеки українського суспільства; збірник наукових праць / 2-ге видання, доповнене та допрацьоване» (2018);
-        В 2000—2015 роках активно зупиняв спроби  влади щодо введення військових капеланів від УПЦ (Московського Патріархату) в частини та підрозділи Збройних Сил України, що відіграло важливу роль у стримуванні російського впливу на морально-бойовий потенціал ЗСУі ;
-        Обґрунтував систему врахування релігієзнавчих проблем у військово-соціальному управлінні (див. монографію;«Релігієзнавчі проблеми військово-соціального управління (монографія)» (2013), Баранівський В. Ф. «Проблеми духовної безпеки українського суспільства;» Збірник наукових праць / 2-ге видання, доповнене та допрацьоване (2018) та статті: «Релігійний чинник та його вплив на процес військово-соціального управління» (стаття, 2010), «Ідеологічні засади війн у сучасному світі» (стаття, 2015) та інші.
-        Постійно обґрунтовував необхідність входження України у військово-політичний блок НАТО, передбачаючи потенційну загрозу з боку Росії (див. «Філософія і методологічні проблеми воєнної теорії і практики: підручник» (2013, заг.ред., співавтор), стаття «Концептуальні основи методології прогнозування векторів трансформації Збройних Сил України» (стаття, 2008) та інші;
-        Виступав проти територіального принципу комплектування Збройних Сил та передчасної відмови від загального призову до Збройних Сил (НДР — Шифр: «Професіонал» (1999) та ін.);;
-        Керував НДР щодо створення системи виховної роботи в Збройних Силах України «Модель 2010», щодо соціального забезпечення в ЗС України — НДР «Соціальний механізм» (2003), та «Соціальний фактор» (2004), щодо демократизації та демократичного цивільного контролю у війську — НДР «Демократизація» (2000) ; Баранівський В. Ф.;«Демократизація Збройних Сил України»: монографія (2001), «Цивільний контроль над Збройними Силами України: стан та шляхи вдосконалення» (стаття, 2001), «Вплив демократичного цивільного контролю на кадрову політику в Збройних Силах України» (стаття, 2002) та інші.
-        Зробив значний внесок у розробку питань кадрової політики в Збройних Силах України — НДР «Патріот» (2003), «Гортензія» (2004), «Взаємодія» (2009), «Лідер» (2012), «Компетентність» (2013) «Комплекс» (2015) та ін.;
-        Послідовно виступав за підвищення ефективності системи виховної роботи та гуманітарного забезпечення, проти необґрунтованих змін назви цієї системи. Не погоджувався і з нинішньою назвою  органів по роботі з особовим складом.  Це  застаріла «калька» зі ЗС Російської Федерації, котра була сприйнята нашими керівниками;(див. НДР «Модель 2010»), Баранівський В. Ф. «Проблеми духовної безпеки українського суспільства». Збірник наукових статей (2009) та інші.
-        Був активним членом спеціалізованих вчених рад із захисту дисертаційних досліджень з воєнної історії, соціальної  філософії, педагогіки, кримінального права, економіка та управління національним господарством, має праці з цих наук (див. перелік публікацій);
-        Перший у Збройних Силах в умовах АТО на соціально-філософському та практичному рівнях у статтях та доповідях підняв проблему воїнського героїзму (див. Баранівський В. Ф. «Проблеми духовної безпеки українського суспільства; збірник наукових праць / 2-ге видання, доповнене та допрацьоване» (2018) та статті);
-       Обґрунтував ідеологічні засади війн у сучасному світі (див. «Ідеологічні засади війн у сучасному світі» (стаття, 2015), «Ідеологія як чинник агресії та війни у сучасному світі» (стаття, 2015) та інші;
-        В докторській дисертації та інших наукових працях обґрунтував соціальний механізм розвитку духовності особистості, роль духовності як головний чинник консолідації та зміцнення українського суспільства (див. перелік публікацій);;
-        В своїх працях велику увагу приділив теоретичному розгляду проблем духовної безпеки та соціальної справедливості в українському суспільстві, зняттю ціннісного розколу суспільства, національно-патріотичному вихованню української молоді тощо (див. НДР Шифр «Лідер» (2012). Баранівський В. Ф. «Проблеми духовної безпеки українського суспільства; збірник наукових праць / 2-ге видання, доповнене та допрацьоване» (2018), Баранівський В. Ф. «Проблеми духовної безпеки українського суспільства. Збірник наукових статей» (2009) та інші;
-        Вніс певний вклад в наукову розробку проблем економіки, фінансів та кримінального права в Україн (див. перелік публікацій) та інші;
-        Вніс вагомий вклад в дослідження історії Древлянського краю, Житомирщини, Овруцької шляхти, історії селища Чоповичи, чопівців, Барановських (Баранівських). Організував та провів Всеукраїнську науково-практичну конференцію «Шляхетство Полісся України. Стародавні роди Овруцької шляхти» та видав монографію з цієї теми, (2018, 2019 рр.). Видав монографію «Рід Барановських (Баранівських): Історія, видатні постаті, сучасність.» (Київ, 2020), монографію «Князь Чоп Древлянський  — засновник Чопович (Історія та міфи)». (Київ-Чоповичі, 2021), Здійснив науковий опис своєї життєдіяльності в праці «Василь Баранівський. Життя і діяльність: спогади». — Київ: Видавництво «Український пріоритет», 2021, 272 с. На підставі наукового обгрунтування історії та походження князя Чопа,.антропологічних припущень та порівнянь визначив його зовнішність, організував підтримку нвуковців, громадських діячів, місцевої громади та меценатів та забезпечив виготовлення і встановлення пам'ятника князю Чопу Древлянському 24 липня 2020 року в сквері смт Чоповичі.
     - Досліджував деякі інші актуальні питання сучасного суспільно-політичного життя, про що свідчить перелік  основних праць, наведений нижче.

## Публікації
- «Духовні орієнтації молоді: динаміка і формування: монографія» (1994, співавтор)
- «Духовность личности: социальный механизм развития: монографія» (1995)
- «Духовність особистості військовослужбовця: сучасні проблеми та перспективи» (стаття, 1996)
- «Людина в сфері гуманітарного пізнання: монографія» (1998, співавт)
- «Армія, дисципліна, духовність: проблеми взаємозв'язку та розвитку» (стаття, 1998)
- «Духовність особистості в сучасному суспільстві: навчальний посібник» (1998)
- «Духовность личности в системе современных общественных отношений: монографія» (1998)
- «Соціокультурні та духовні виміри особистості» (стаття, 1999)
- «Національна мова в системі релігії та духовності українського народу» (стаття, 1999)
- «Проблема духовності особистості в сучасному українському суспільстві» (стаття, 1999)
- «Світовий досвід створення професійних армій» (стаття, 2000)
- «Освіта та культура особистості» (стаття, 2000)
- «Інформаційно-психологічна протидія, як складова частина морально-психологічного забезпечення військової дисципліни в частинах та підрозділах ЗСУ» (стаття, 2000)
- «Демократизація Збройних Сил України: монографія» (2001)
- «Цивільний контроль над Збройними Силами України: стан та шляхи вдосконалення» (стаття, 2001)
- «Політологія: навчально-методичний посібник» (2001)
- «Етнонаціональний чинник у війську: уроки зарубіжного та вітчизняного досвіду» (стаття, 2002)
- «Етнонаціональний та релігійний чинники в інтеграції українського суспільства» (стаття, 2002)
- «Вплив демократичного цивільного контролю на кадрову політику в Збройних Силах України» (стаття, 2002)
- «Соціальна політика держави в Збройних Силах України. ЇЇ основні напрями та механізми реалізації» (стаття, 2003)
- «Релігійний чинник у Збройних Силах України» (стаття, 2003)
- «Центризм та єдність в контексті політичної культури України» (стаття, 2003)
- «Освіта та культура особистості в умовах глобалізації» (стаття, 2003)
- «Філософія особистості: актуальні питання історії та сучасного розвитку: навчальний посібник» (2004)
- «Морально-психологічне забезпечення діяльності військ(сил): навчальний посібник» (співавтор 2004)
- "Збірник наукових праць: Філософія. Політологія. Освіта і культура. Військова справа / Передм. В. С. Муляви; Упоряд., переклад на англ. Л. І. Баранівської. — К.: НАОУ, НДЦ ГП ЗСУ, «Міленіум», 2005. — 469 с.
- «Гуманітарна політика держави та її особливості в Збройних Силах України» (стаття, 2005)
- «Виховна робота в підрозділах Збройних Сил України: навчальний посібник» (співавтор, 2005)
- «Інформаційно-психологічна протидія в системі національної безпеки України» (стаття, 2006)
- «Соціальний механізм розвитку духовності особистості: структура, суперечності та шляхи їх подолання» (стаття, 2006)
- «Логіка. Навчальний посібник» (2007, співавтор)
- «Соціально-філософські проблеми формування особистості офіцера Збройних Сил України» (стаття, 2007)
- «Політична культура як основа центризму та єдності в Україні» (стаття, 2007)
- «Концептуальні основи методології соціально-економічного прогнозування» (стаття, 2007)
- «Проблеми розвитку духовної культури та освіти в українському суспільстві» (стаття, 2007)
- «Морально-ціннісні засади підвищення боєвої готовності Збройних Сил України» (стаття, 2007)
- «Вплив православної церкви на мову та культуру українців» (стаття, 2007)
- «Українознавство як чинник розвитку політичної культури» (стаття, 2007)
- «Гуманітарна політика держави: її сутність, зміст та особливості в Збройних силах України» (стаття, 2008);
- «Особливості методологічних засад військово-гуманітарних досліджень в Збройних силах України» (стаття, 2008);
- «Гуманістичні засади діяльності працівників міністерства України з питань надзвичайних ситуацій та у справах захисту населення від наслідків Чорнобильської катастрофи» (стаття, 2007)
- «Філософія» (словник-довідник), друге видання/за ред. І. Ф. Надольного (співавтор, 2008)
- «Освіта та духовна безпека українського суспільства» (стаття, 2008)
- «Вчення Карла Маркса та наслідки спроб його реалізації» стаття, 2008)
- «Етнонаціональний чинник у війську: уроки зарубіжного та вітчизняного досвіду» (стаття, 2008)
- «Інформаційно- психологічна протидія як чинник морально-психологічної стійкості українського війська» (стаття, 2008)
- «Концептуальні основи методології прогнозування векторів трансформації Збройних Сил України» (стаття, 2008)
- «Соціальна політика держави в Збройних Силах України: основні напрями та механізм реалізації» (стаття, 2009)
- «Основи психології та педагогіки: посібник» (співавтор, 2009)
- «Етика бізнесу. Навчальний посібник» (2009, співавтор)
- «Проблеми духовної безпеки українського суспільства. Монографія» (2009)
- «Духовні витоки соціально-економічної кризи» (стаття, 2009)
- «Поведінкові та етичні аспекти під час оцінки професійної діяльності офіцерського складу Збройних Сил» (стаття, 2009)
- «Гуманітарна освіта і духовна безпека українського суспільства» (стаття, 2009)
- «Українці — корінний народ Криму» (стаття, 2010)
- «Компетентність і фундаменталізація освіти — нова парадигма розвитку вищої освіти» (2010)
- «Морально-етична культура військового керівника. Підручник, співавтор», (2010)
- «Релігійний чинник та його вплив на процес військово-соціального управління» (стаття, 2010)
- «Психологія бізнесу. Навчальний посібник» (2010, співавтор)
- «Ненормативні прояви психіки: теорія та практика. Навчальний посібник» (2010, співавт);
- «Філософсько-методологічні проблеми військово-соціального управління» (2011, заг.ред., співавтор);
- «Вища школа в системі національно-патріотичного виховання молоді» (2011);
- «Освіта в системі націєтворення в Україні та інших державах світу» (стаття, 2011)
- «Компетентність і фундаменталізація освіти як сучасні парадигми розвитку вищої освіти» (стаття, 2011);
- «Стратегії особистісного розвитку як пріоритети освітньої діяльності» (стаття, 2011);
- «Підготовка фахівців виховної та соціально-психологічної роботи для Збройних Сил України як сучасна наукова та практична проблема» (2012)
- «Духовно-ідеологічний фактор в забезпеченні реалізації програми підготовки і застосування Збройних Сил України» (стаття,, 2012)
- «Професійна компетентність фахівців з виховної та соціально-психологічної роботи для Збройних сил України» (стаття,, 2012)
- «Релігієзнавчі проблеми військово-соціального управління (монографія)» (2013)
- «Концептуальні основи методології прогнозування векторів політичних процесів в Україні» (стаття, 2013)
- «Соціально-політичний та правовий вимір проблем капеланства в Збройних Силах України» (стаття, 2013)
- «Філософія і методологічні проблеми воєнної теорії і практики: підручник» (2013, заг.ред., співавтор)
- «Філософські принципи справедливості та рівності в оцінці сучасної вищої освіти» (стаття, 2013)
- «Значення національної мови в освіті та релігійному житті українців» (стаття, 2013)
- «Національно-патріотичне виховання військової інтелігенції в вищих навчальних закладах України» (стаття, 2013);
- «Сутність та завдання психологічного супроводження професійної підготовки військовослужбовців служби за контрактом» (стаття, 2013);
- «Доля українців Криму — погляд крізь віки» (стаття, 2013)
- «Актуальні питання ідеології та ідеологічної роботи в українському війську: монографія» (2014)
- «Ідеологія як фактор консолідації українського суспільства» (стаття, 2014)
- «Ідеологічна робота в Збройних Силах України: зміст, сутність, закономірності, функції та принципи» (стаття, 2014)
- «Про душу, її чесноти і призначення» (стаття, 2014);
- «Ідеологічні засади війн у сучасному світі» (стаття, 2015);
- «Система військово-патріотичного виховання курсантів вищого військового навчального закладу» (стаття, 2015)
- «До проблеми сучасного розуміння поняття „злочини проти навколишнього природного середовища“» (стаття, 2015)
- «Соціальна справедливість як ключова проблема сучасного кримінального права» (стаття, 2015)
- «Феномен героїзму як проблема вітчизняної освітньої та наукової практики» (стаття, 2015)
- «Ідеологія як чинник агресії та війни у сучасному світі» (стаття, 2015)
- Політологія: підручник / В. Ф. Баранівський. — Київ: ВНЗ «Національна академія управління», 2016. — 236 с.
- Освіта і культура як чинники духовної безпеки українського суспільства / В. Ф. Баранівський // Глобалізований світ: випробування людського буття: Міжнар. наук.-теор. конф., 6-7 жовт. 2017 р., м. Житомир. — Житомир: Вид-во Євенок О. О., 2017. — С. 45-50.
- Кримінологія: підручник / А. М. Бабенко, В. Ф. Баранівський та ін.; за заг. ред. Ю. В. Нікітіна. — 2-ге вид., перероб. та допов. — Харків: Право, 2018. — 416с.
- Проблеми духовної безпеки українського суспільства: зб. наук. пр. / В. Ф. Баранівський. — 2-ге вид., доп. та допрац. — Київ: Лицар, 2018. — 260 с.
- «Шляхетство Полісся України. Старовинні роди Овруцької шляхти; матеріали науково-практичної конференції (загальна редакція, співавтор)» (2018)
- «Проблеми аксіологічного спрямування освіти в сучасній Україні» (стаття, 2018)
- «Стан та шляхи оптимізації інвестиційної політики в Україні» (стаття, 2019)
- «Земельна реформа в Україні: історичний досвід та можливі наслідки» (стаття, 2019)
- Шляхетство Полісся України. Старовинні роди овруцької шляхти: матеріали наук.-практ. конф., 20–21 квіт. 2018 р. / за ред. В. Ф. Баранівського. — 2-ге вид. — Київ: ТОВ НПВ Інтерсервіс, 2019. — 234 с.
- Рід Барановських (Баранівських): історія, видатні постаті, сучасність: монографія / В. Ф. Баранівський [та ін.] ; за заг. ред. В. Ф. Баранівського ; рец.: В. М. Ткаченко, С. П. Сегеда, В. С. Чорний. — Київ: Альфа-Пік, 2020. — 240 с.
- Князь Чоп Древлянський — засновник Чопович (історія та міфи): монографія / В. Ф. Баранівський ; ВНЗ «Національна академія управління». — Київ: ТОВ «Альфа-ПІК», 2021. — 64 с.
- Баранівський В. Ф. «Василь Баранівський. Життя і діяльність: спогади». — Київ: Видавництво «Український пріоритет», 2021, 272 с.

## Визнання і нагороди
- Орден «За заслуги» III ступеня (Указ Президента України від 01 грудня 2018 № 404/2018. Знак ордена № 14742.).[1]
- Медаль «Захиснику Вітчизни» (Указ Президента України, від 14.10.1999 року)
- Медалі «За бездоганну службу» I, II, III ст.
- Медалі: «20 лет Победы в ВОВ»;«30 лет Победы в ВОВ»; «50 лет ВС СССР»
- Медаль «Ветеран Збройних Сил СРСР»
- Відзнака «Ветеран війни — учасник бойових дій». Чехословаччина, 1968 рік.(МОУ, 2004).
- Відзнака Ярослава Мудрого (Постанова Президії АНВШ України, 2004)
- Орден Святого Архистратига Михаїла (Указ Патріарха УПЦ КП, № 820 від 25.03.2005)
- Знак «За наукові досягнення» (Наказ МОН України, 29.04. 2005 № 418-к)
- Знак «Відмінник освіти України» (Наказ МОН України, 14.11. 2005 № 1157)
- Подяка «За багаторічну плідну працю, вагомий особистий внесок у розвиток науки, високий професіоналізм та з нагоди 60-річчя від дня народження». Київський міський голова (2005)
- Відзнака МО України «Знак пошани» (Наказ Міністра оборони України,№ 515, від 22.06. 2009)
- Почесне звання «Заслужений працівник освіти України» (Указ Президента України, 2009)
- Подяка «За сумлінну працю, високий професіоналізм, відповідальне ставлення до виконання службових обов'язків та з нагоди Дня працівників освіти». Міністерство фінансів України (2011)
- Орден Святого Рівноапостольного Князя Володимира ІІІ ступеня (Указ Патріарха УПЦ КП,№ 2713 від 31.08. 2011)
- Почесний нагрудний знак начальника Генерального штабу — Головнокомандуючого Збройних Сил України «За самовіддану працю у Збройних Силах України» (Наказ від 17.08.2011 р., № 553)
- Пам'ятний нагрудний знак «Національний університет оборони України» (Наказ начальника Національного університету оборони України № 254, від 29.11. 2011року)
- Диплом учасника всеукраїнського видавничого проекту «Науково-освітній потенціал України»."За вагомий особистий внесок у розвиток вітчизняної освіти і науки". Комітет Верховної Ради України з питань науки і освіти (2011)
- Медаль «20 років АНВОУ». Академія наук вищої освіти України (Указ Президента АНВОУ, від 03.11.2012року)
- Почесний диплом «За плідну працю з упровадження освітніх інновацій». Міністерство освіти і науки, молоді та спорту України, Національна академія педагогічних наук України (2012)
- Грамота «За вагомий внесок у розвиток освіти і науки України». Міністр освіти і науки України (2013)
- Відзнака «Флагман освіти і науки України». Міністерство освіти і науки України (2013)
- Медаль Святого Володимира. Протокол рішення Президії АНВОУ від 24.04.2015 р. № 6.
- Орден Святого Рівноапостольного Князя Володимира ІІ ступеня (Указ Патріарха УПЦ КП, № 566 від 11.03.2015)
- Знак «Ушинський К. Д.» Національна академія педагогічних наук України від 12.06.2015 № 5к
- Медаль «Древляни». МГО «Земляцтво житомирян» (2015)
- Почесна грамота «За вагомий особистий внесок у розвиток освіти та науки». Президент АН ВО України (2015)
- Почесна грамота «За активну участь у роботі Спеціалізованої вченої ради». Інститут вищої освіти Національної академії педагогічних наук України (2015)Почесна грамота. МГО «Земляцтво житомирян» (2016)
- Орден князя Мала. МГО «Земляцтво житомирян» (Президент МГО «Земляцтво Житомирян» 15 .11.2016року, посв.№ 270)
- Орден Святого Рівноапостольного Князя Володимира І ступеня (Указ Патріарха УПЦ КП,№ 228 від 27.11. 2018)
- Почесна грамота НАНВО України «За вагомий особистий внесок у розвиток освіти і науки, високий професіоналізм та активну громадську діяльність» , 2019 рік
- Почесна грамота Київського міського голови «За вагомий особистий внесок у розвиток вітчизняної науки, зміцнення наукового потенціоналу столиці, підготовку висококваліфікованих кадрів та з нагоди 75-річчя від дня народження»,, Наказ № 1398 від 28.03.2020 року
- Медаль ім. СВЯТОГО ВОЛОДИМИРА, № 008. Рішення Президії НА ВО України від 17.03.2020 р.
- Медаль «Григорій Сковорода». Рішення Президії Національної академії педагогічних наук України.(березень, 2020)
- Орден Ярослава Мудрого, № 029. Рішення Президії ГО  НАН ВО України від 22.02.2022 р
- Орден СВЯТІЙШОГО КНЯЗЯ ВОЛОДИМИРА, № 035. Рішення Президії ГО  НАН ВО України від 29.11.2022 р.